# Otto Eisenschiml
Otto Eisenschiml (Austria, 16 giugno 1880 – 7 dicembre 1963) è stato un chimico austriaco naturalizzato statunitense. Egli è meglio conosciuto per il suo provocatorio libro del 1937 sull'assassinio di Abraham Lincoln in cui scrisse che un membro del gabinetto di Lincoln orchestrò il complotto per uccidere il presidente.

## Biografia

### Origini e formazione
Eisenschiml nacque in Austria e frequentò l'Università di Vienna dove ottenne la laurea specialistica in chimica. Nel 1901, emigrò negli Stati Uniti e ottenne un lavoro come chimico industriale. Successivamente divenne presidente della Scientific Compounding Oil Company. Per gran parte della sua vita, il dottor Eisenschiml visse a Chicago, nell'Illinois.
Inventò la busta facendolo da un unico pezzo di carta. In seguito sviluppò un test per rilevare la presenza di contaminanti di olio di pesce nell'olio vegetale.

### Lo studio su Lincoln
Divenne allievo di storia americana, con un fascino particolare per l'assassinio di Abraham Lincoln. Cominciò a fare ricerche l'omicidio nel 1928, ma non credette che la mente del complotto fosse John Wilkes Booth. Usò le prove indiziarie a costruire il suo caso, anche con l'assunzione da parte di Stanton di una guardia del corpo di nome John Parker che ebbe il compito di proteggere il presidente (Parker fu temporaneamente assente, quando l'assassino entrò sul palco presidenziale al Ford's Theater).
Eisenschiml ipotizzò anche che Edwin M. Stanton avesse deliberatamente lasciato un ponte aperto sul fiume Potomac, lo stesso ponte che Booth effettivamente utilizzò per la fuga. Un altro indizio controverso è che Stanton strappò diverse pagine dal diario di Booth. Il libro ha suscitato teorie del complotto e alcuni film. Le sue teorie sono diventate popolarmente conosciuta come la "Tesi Eisenschiml" ma sono state generalmente screditato dagli storici di primo piano.

### Gli ultimi anni e la morte
Nel 1937, pubblica il suo libro, Perché è stato assassinato Lincoln? nel quale lo studioso ipotizzò che il segretario di guerra, Stanton tramasse per uccidere Lincoln a causa di marcate differenze politiche e personali. L'opera ebbe un buon numero di vendite ma che fu attaccato da diversi storici. Il chimico morì nel 1963.

## Pubblicazioni
- Why was Lincoln Murdered? (1937)
- The Shadow of Lincoln's Death (1940)
- Without Fame: The Romance of a Profession (1942)
- The Story of Shiloh (1946)
- The American Iliad: The Epic Story of the Civil War as Narrated by Eyewitnesses and Contemporaries (1947) - con Ralph Newman
- As Luck Would Have It (1948)
- The Celebrated Case of Fitz John Porter: An American Dreyfus Affair (1950)
- The Civil War (1956) - with Ralph Newman and E.B. Long
- Why the Civil War (1958)
- Eyewitness: The Civil War as We Lived It (1960) revised version of The American Iliad
- The Hidden Face of the Civil War (1961)
- O.E.: Historian Without an Armchair (1963)